# آسمیر آودوکیچ
آسمیر آودوکیچ 
(به بوسنیایی: Asmir Avdukić) (زاده ۱۳ مه ۱۹۸۱) بازیکن سابق و مربی فوتبال اهل کشور بوسنی و هرزگوین است.
وی سابقه بازی در تیم ملی فوتبال بوسنی و هرزگوین را دارد. آودوکیچ در سال ۲۰۱۲ با قراردادی ۱۳۰ هزار دلاری به تیم پرسپولیس پیوست.